# Замок Ґурка
Замок Ґурка (пол. Zamek Górka, нім. Schloss Gorkau) — історична садиба біля підніжжя гори Сленжа, у західній частині міста Собутка Вроцлавського повіту Нижньосілезького воєводства в Польщі. Попри те, що офіційно будівля називається замком, вона фактично є палацом, адже спершу була побудована як каплиця, пізніше — костел, і лише у XIX столітті — перебудована на садибу.

## Історія
У 1121 році на місці нинішньої будівлі Петро Властович збудував каплицю в романському стилі для прибулих августинців. У 1428—1435 роках об'єкти ордену августинців було атаковано під час гуситських війн. У 1524—1553 році до каплиці з західного боку було добудовано житлову частину, яку було розширено у 1585 році. Під час Тридцятилітньої війни, у 1618—1648 роках об'єкти ордену було знову розграбовано та знищено.
В підземеллях палацу було виявлено фундаменти вежі та мурів, з чого можна зробити висновки, що колись монастир августинців, який там розташовувався, міг виконувати оборонну функцію.
На початку XIX століття, після оголошення секуляризації, об'єкт було продано у приватну власність, однак костел далі функціонував як фара. Першим приватним власником комплексу став Ернест фон Люттвіц, який перетворив його на свою садибу та здійснив тут в середині XIX століття ремонтні роботи.
Свій нинішній вигляд об'єкт отримав у 1885—1891 роках, внаслідок ґрунтовної перебудови у неоренесансному стилі на замовлення тогочасних власників — родини фон Кульміц та за проєктом вроцлавського архітектора Вільгельма Реніуса. Родина фон Кульміц мешкала в палаці майже до завершення Другої світової війни.
У 1945 році замок було розграбовано, пізніше в ньому було розміщено навчальний осередок служби безпеки. За часів Польської народної республіки в замку тричі здійснювали косметичний ремонт, що однак не допомогло значно покращити стан палацу.

## Сучасний стан
Нині палац знову перебуває у приватній власності, тут облаштовано готель та ресторан. Однак із серпня 2016 року палац зачинено на реставраційні роботи, а його відвідування можливе лише за попередньою домовленістю.

## Світлини

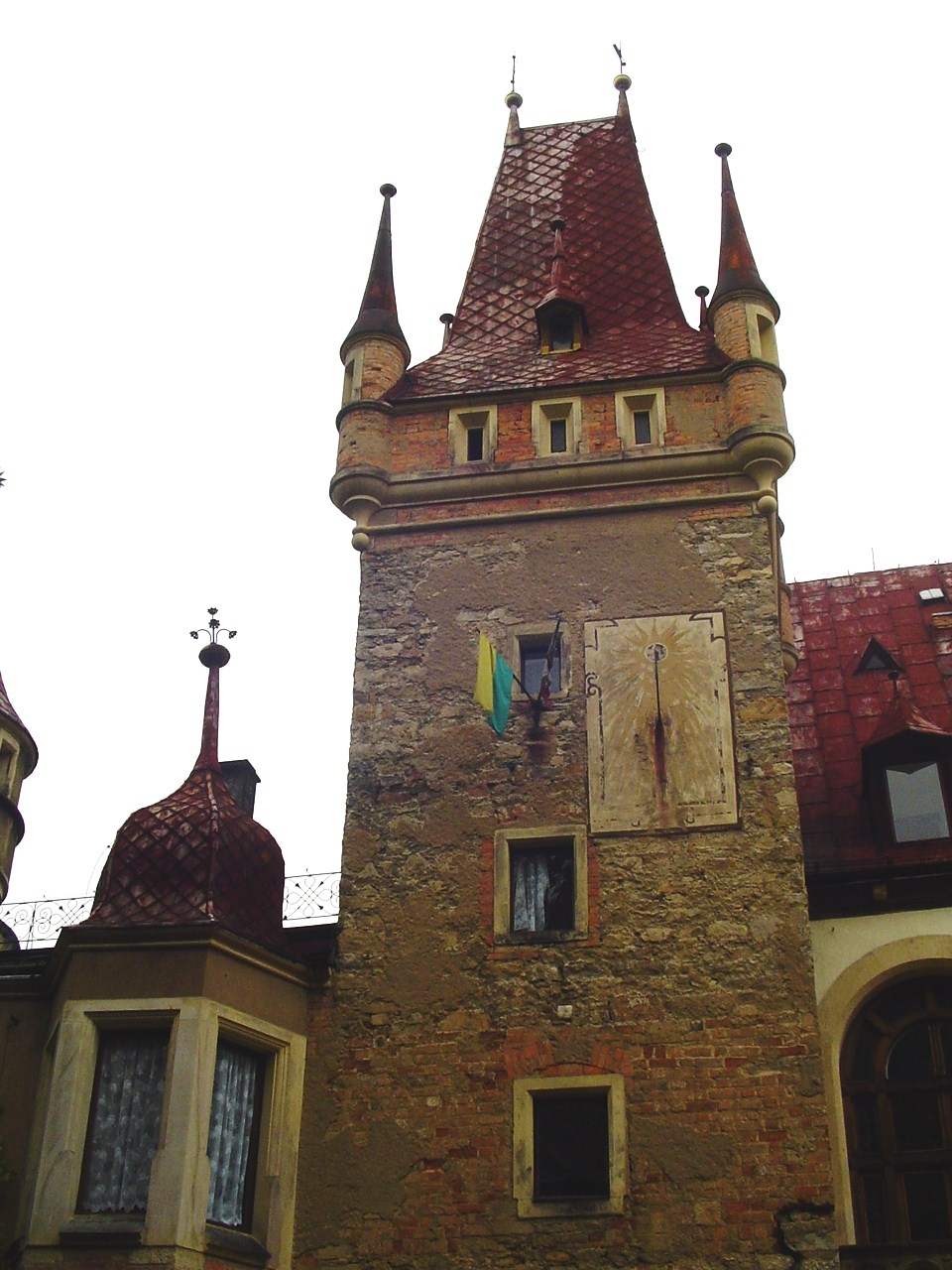
Вежа
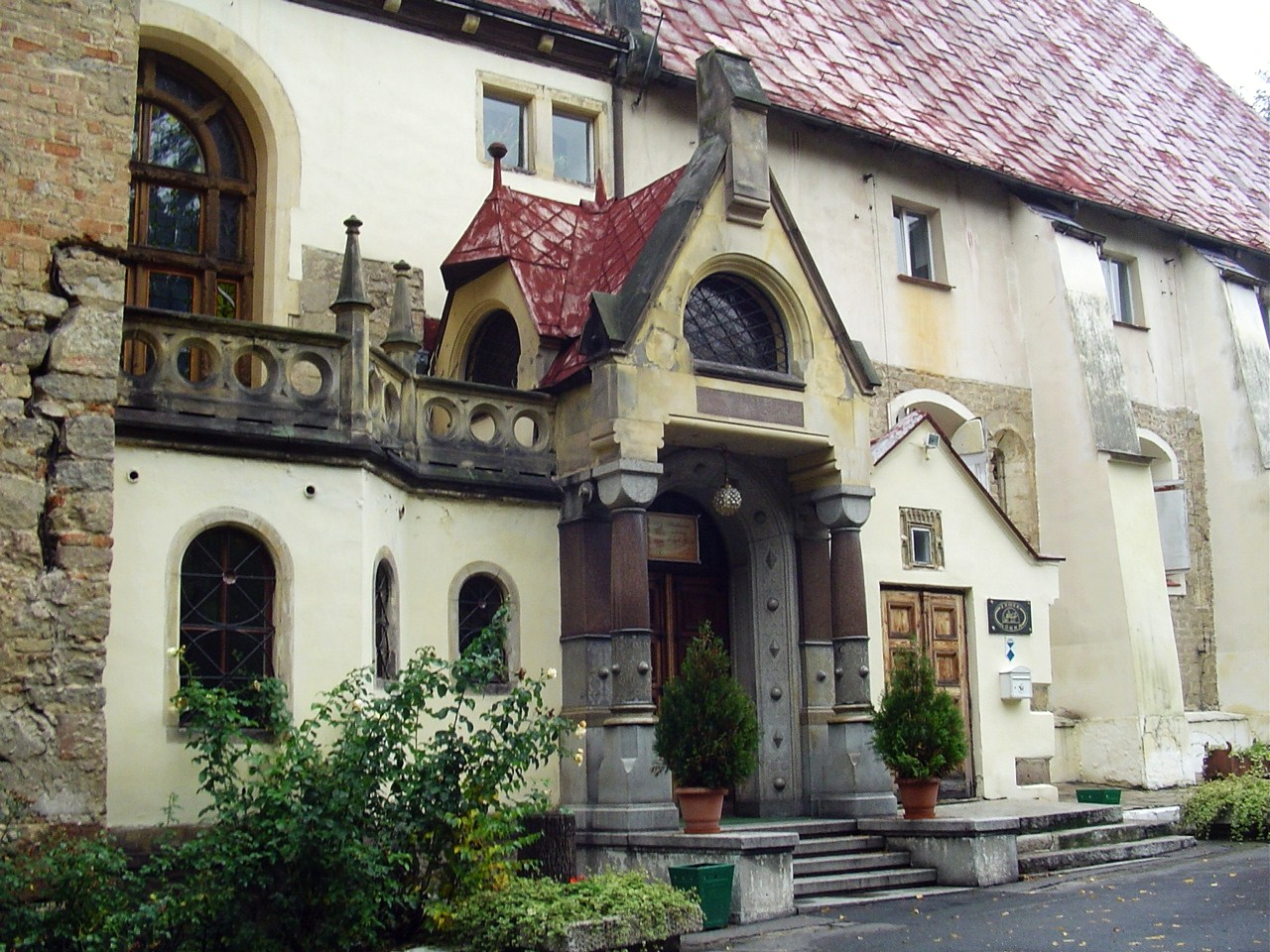
Вхід до палацу
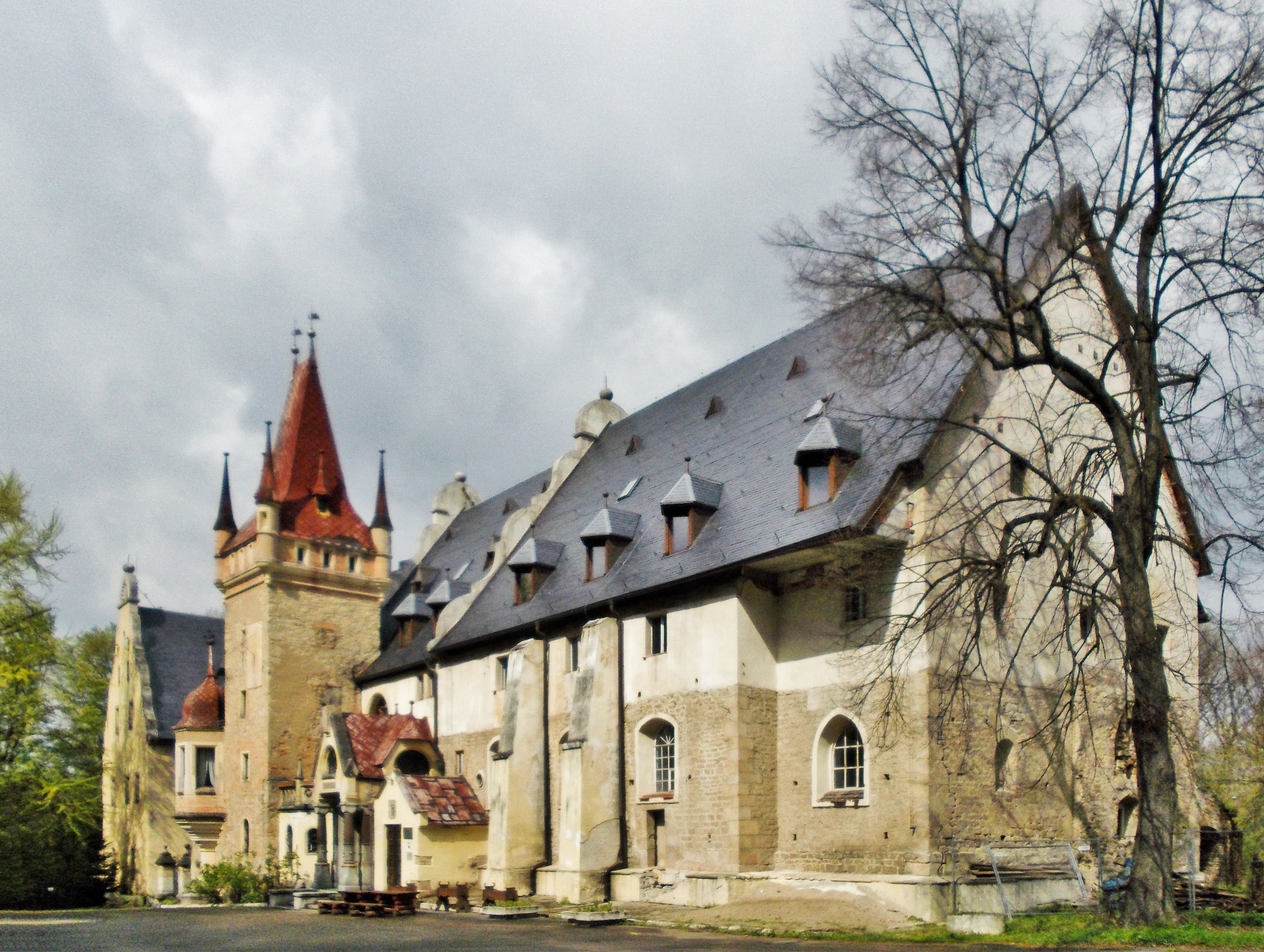
Вигляд палацу